# Bulbophyllum thecanthum
Bulbophyllum thecanthum är en orkidéart som beskrevs av Jaap J. Vermeulen. Bulbophyllum thecanthum ingår i släktet Bulbophyllum och familjen orkidéer. Inga underarter finns listade i Catalogue of Life.